# Vladimir Nikolaevič Skujbin
Vladimir Nikolaevič Skujbin (Mosca, 3 giugno 1929 – Mosca, 15 novembre 1963) è stato un regista cinematografico sovietico.

## Filmografia parziale

### Regista
- Na grafskich razvalinach (1958)
- Žestokost' (1959)
- Čudotvornaja (1960)